# 부석순
부석순(夫碩順)은 플레디스 소속으로 2018년 3월 21일에 데뷔한 대한민국의 3인조 유닛 보이 그룹이다.
13인조 보이그룹 세븐틴에서 가장 처음으로 독자적 활동의 신호탄을 쏘아 올린 믹스 유닛으로, 멤버는 승관, 도겸, 호시이다. 유닛명은 승관의 본명 "부승관", 도겸의 본명 "이석민", 호시의 본명 "권순영"에서 한 글자씩 따와 조합한 것이다.
2018년 2월에 개최된 세븐틴 팬미팅 <SEVENTEEN in CARAT LAND>에서 미공개 곡 '거침없이'로 무대를 꾸민 것이 팬들에게 큰 호응을 얻어 팀 내 믹스 유닛 최초로 2018년 3월 데뷔가 결정되었으며, 부석순에서 "석"을 맡은 도겸이 리더 대행을 담당하게 되었다.

## 유래
세븐틴이 연습생이던 시절부터 좋아한 팬들마저 "입덕하고 보니 이미 그곳에 부석순이 있었다."고 회상할 만큼 역사가 오래된 유닛으로, 그 시초는 세븐틴이 데뷔하기 2년 전부터 이어져왔다. 세븐틴의 프리 데뷔(Pre-Debut) 방송인 세븐틴TV를 하면서 자주 뭉치는 모습을 볼 수 있었다. 그러던 2013년 7월 24일, 도겸과 호시가 본인들을 직접 석순이라고 언급하는 가장 최초의 순간이 방송을 타게 되었다. 이후 여기에 승관의 이름까지 합쳐지면서 최종적으로 부석순이라는 명칭이 완성된 것으로 추정된다.
그리고 2017년 첫 번째 월드 투어 <DIAMOND EDGE>가 끝난 후 우지가 "부석순... 한번 해봐야 하지 않겠냐."며 먼저 무대를 제안했다고 한다.

## 구성원
| 이름 | 소개 |
| ---- | --- |
| 도겸 | - 본명 : 이석민 (李碩珉) - 생년월일 : 1997년 2월 18일(28세) - 출생지 : 대한민국 서울특별시 마포구 - 포지션 : 리더. 메인보컬        |
| 호시 | - 본명 : 권순영 (權純永) - 생년월일 : 1996년 6월 15일(29세) - 출생지 : 대한민국 경기도 하남시 덕풍동 - 포지션 : 서브보컬, 메인댄서 |
| 승관 | - 본명 : 부승관 (夫勝寬) - 생년월일 : 1998년 1월 16일(27세) - 출생지 : 제주특별자치도 - 포지션 : 메인보컬                          |

퍼포먼스팀 수장인 호시와 두 메인보컬인 도겸이랑 승관이 뭉친 폭주기관차. 시작은 예능이었으나 붙여놓고 보니 무대 위 능력치로는 어디 가도 지지 않을 트리오다. 승관과 도겸은 시원한 보컬을 자랑하는 세븐틴의 메인 보컬이며 호시는 퍼포먼스팀의 리더로 준수한 보컬이 가능하다. 이외에도 호시와 승관이는 랩과 추임새가 가능하다. 특히 호시와 승관과 도겸이 속해있는 세븐틴의 4집음반의 타이틀곡인 HOT에서 댄서인 호시랑 메인보컬중 한명인 승관이가 노래를불렀던 만큼 노래와 랩이 가능하다. 거침없이에서는 호시와 승관이가 랩을한다. 세븐틴에서 이미 승관이는 버논이가 부재시 랩을 한적이 있어서 승관이는 메인보컬과 랩과 댄스가 가능하다.

## 음반
| NO | 제목            | 작사                          | 작곡                                | 편곡                   |
| -- | --------------- | ----------------------------- | ----------------------------------- | ---------------------- |
| 01 | 거침없이 *TITLE | 우지(WOOZI), 호시, 도겸, 승관 | 우지(WOOZI), 원영헌, 동네형, 민식이 | 원영헌, 동네형, 민식이 |

중독성 있는 기타 리프에 호전적인 메시지가 특징인 '거침없이'는 세 멤버의 에너지가 그대로 담겨있는 신나는 곡이다. 음악 방송에서는 심의 규정에 맞추기 위해 가사 중 호시 파트 "빡세게 간다"는 "화끈하게 간다" 등으로, "한다면 하는 놈"은 "한다면 하는 법"으로 임의로 수정하여 부른다. 이노래에서는 호시랑 버논이의 랩파트를 대신한적이 있는 승관이가 랩을 한다.

## 유닛 활동

### 2018년
- 2월 2일부터 이틀동안 이루어진 팬미팅 <SEVENTEEN IN CARAT LAND>에서 미공개 곡 '거침없이'를 공연
- 3월 21일 디지털 싱글 <거침없이>를 발매, MBC MUSIC <쇼챔피언>에서 데뷔 무대를 가졌다.
- 3월 22일 Mnet <엠 카운트다운>에서 무대와 함께 스페셜 MC를 맡았고, SBS 러브FM <김창열의 올드스쿨>에 게스트로 출연하였다.
- 3월 23일 KBS <뮤직뱅크>에서 무대를 가졌다. 부석순이 존경하는 선배로 항상 언급했던 그룹 세븐틴의 정한과 디에잇이 응원을 와주었다. 이어서 KBS <스타가 what다> 방송을 마무리한 뒤, KBS 2FM <이수지의 가요광장>에 게스트로 등장해 '거침없이'를 라이브로 불렀다.
- 3월 25일 SBS <인기가요>에서 마지막 무대를 가지며 '거침없이' 활동의 마무리를 지었다.
- 3월 30일 KBS 2FM <이홍기의 키스 더 라디오>에 출연했다. 부석순은 죽이 척척 맞는 토크 실력을 십분 발휘하며 말 솜씨로 둘째가라면 서러울 정도인 DJ 이홍기의 얼을 빠지게 만들었다. 여기서 승관이 이홍기에게 오랜 팬심을 드러내 함께 FT아일랜드의 'wind'를 열창했고 그의 번호를 따는 데 성공한다.
- 12월 31일 가요대제전에서 '거침없이'가 세븐틴 무대의 오프닝 곡으로 발탁되었다. 연말 무대인 만큼 13명의 멤버들이 다같이 등장해 무대를 장식했는데, 새의 날개짓을 본딴 포인트 안무를 백댄서까지 합쳐 총 19명이 추는 모습이 압권이다. 정말 다음 한 해를 거침없이 보내야 할 것 같은 애드립 멘트로 부석순의 전매특허인 유쾌함과 에너지까지 잘 보여주었다.

### 2023년
- 2023년 2월 6일 컴백으로, 첫 싱글 앨범을 <SECOND WIND>를 발매하며 타이틀곡 "파이팅 해야지"를 공개하였다.

### 2025년
- 2025년 1월 8일 싱글 2집 《TELEPARTY》를 발매하며 컴백 예정이다.

## 기타 방송
| 일자       | 방송명                                                         |
| ---------- | -------------------------------------------------------------- |
| 2018.03.27 | KCON 2018 JAPAN] STAR COUNTDOWN D-17 "K-Drama" #Seventeen #BSS |
| 2018.04.06 | [Dingo] 근본없는 인터뷰 - 세븐틴 '부석순'편 비하인드           |

## 수상 목록

### 가요 프로그램 1위
| 연도   | 수상 내역 (총 9회) |
| ------ | --- |
| 2023년 | - 파이팅 해야지 (feat. 이영지) (총 8회) - 2월 15일 MBC M 《쇼 챔피언》 챔피언 송 - 2월 16일 M.net 《엠카운트다운》 1위 - 2월 17일 KBS2 《뮤직뱅크》 K-Chart 1위 - 2월 18일 MBC 《쇼! 음악중심》 1위 - 2월 19일 SBS 《SBS 인기가요》 1위 - 2월 23일 M.net 《엠카운트다운》 1위 (2주 연속) - 2월 25일 MBC 《쇼! 음악중심》 1위 (2주 연속) - 3월 2일 M.net 《엠카운트다운》 1위 (트리플 크라운) |
| 2025년 | - 청바지 (총 1회) - 1월 17일 KBS2 《뮤직뱅크》 K-Chart 1위 |

### 시상식
- 2023년 12월 2일 제15회 멜론뮤직어워즈 밀리언스 TOP10
- 2023년 12월 14일 《제 8회 아시아 아티스트 어워즈》 올해의 퍼포먼스 대상
- 2024년 1월 6일 《제38회 골든디스크 시상식》 디지털 음원 부문 본상

## V LIVE
| 일자       | 방송명                                                      | 비고                                   |
| ---------- | ----------------------------------------------------------- | -------------------------------------- |
| 2018.03.21 | 〈SEVENTEEN〉 부석순 데뷔 임박                              | 예시                                   |
| 2018.03.21 | 〈SEVENTEEN〉 부석순 데뷔 완료 🎉✨                         | 예시                                   |
| 2018.03.22 | 〈깜짝 라이브〉 엠카 스페셜MC 부석순의 습격!                | 예시                                   |
| 2018.03.23 | 〈SEVENTEEN〉 금요일에도 행복은 부석순~💕                   | 예시                                   |
| 2018.03.24 | 코인노래방 X 세븐틴 부석순                                  | ★레전드탄생★                           |
| 2018.03.25 | 〈SEVENTEEN〉 신인가수 부석순, 세븐틴 선배님들을 만나다🤔🤔 | 예시                                   |
| 2018.10.21 | BSS 뭐해 안들어오고?!                                       | 결혼식 축가로 '거침없이'를 부른 이야기 |